# Kirpan

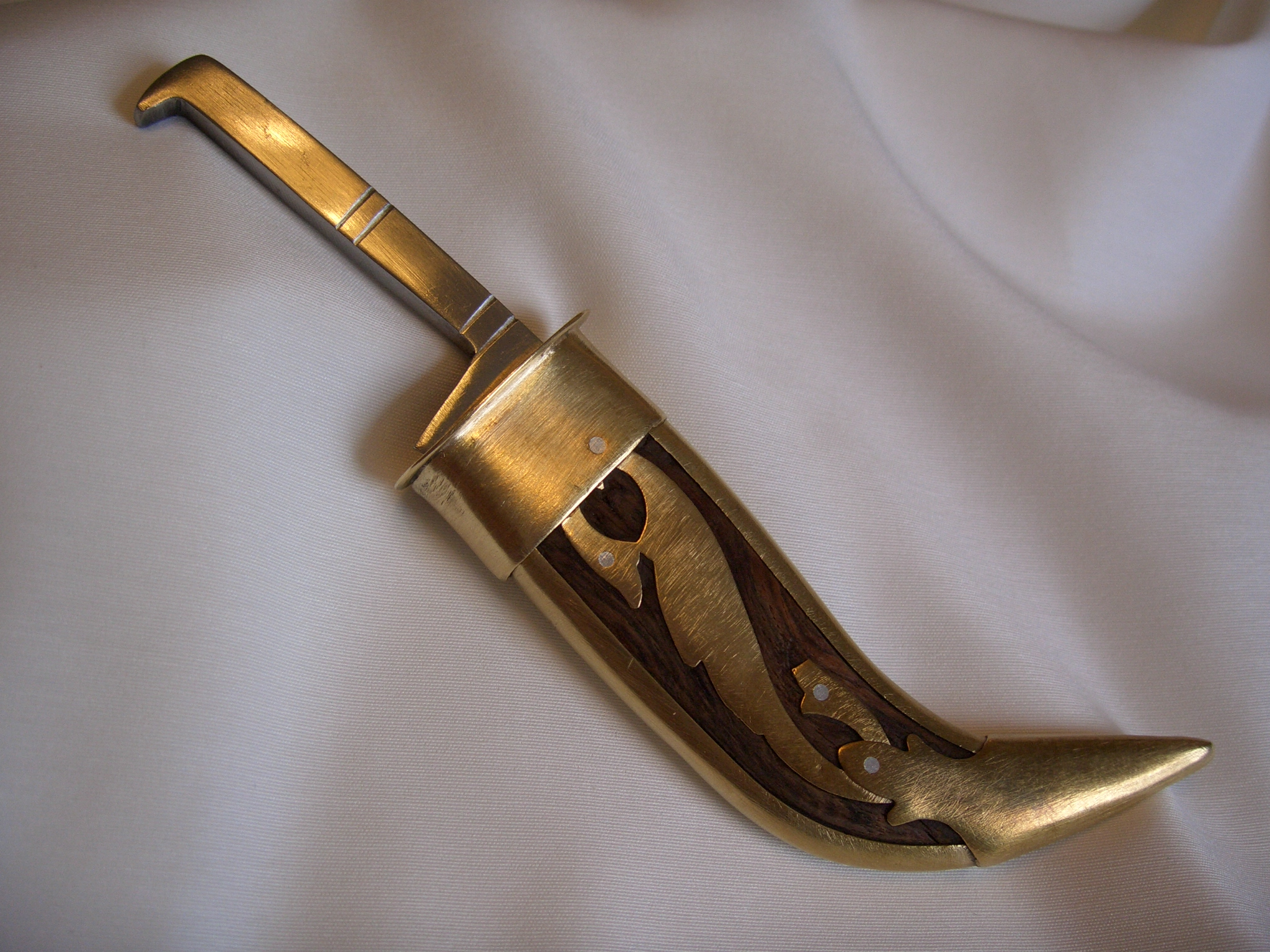
Un kirpan tel que porté par les sikhs de nos jours.

Le kirpan (API : /kɪrˈpɑn/) (pendjabi : ਕਿਰਪਾਨ) est une arme symbolique s'apparentant à un poignard, portée par les sikhs orthodoxes pour rappeler le besoin de lutter contre l'oppression et l'injustice. Le kirpan est porté sur une ceinture de toile appelée gatra. 

## Historique
En 1699, Gurû Gobind Singh enjoint aux sikhs de porter en toutes circonstances le kirpan. Cet objet défensif forme avec les quatre autres kakars les Cinq K, cinq symboles externes de la foi sikhe, affichés pour signifier son adhésion aux commandements du dixième maître.

## Légalité au Canada
Au Canada, les tribunaux supérieurs du Québec ont confirmé la validité d'une interdiction du kirpan dans certains contextes ou lieux (avions, tribunaux). Toutefois, dans un arrêt rendu le 2 mars 2006 dans l'affaire Multani, la Cour suprême a conclu, en se fondant sur la liberté religieuse garantie par la Constitution, qu'en milieu scolaire, le port du kirpan par un élève ne pouvait faire l'objet d'une interdiction totale, dans la mesure où il était porté dans des conditions sécuritaires, c'est-à-dire enveloppé dans un étui cousu, l'étui étant lui-même porté sous les vêtements de façon à n'être pas accessible aux tiers.
Dans le même pays, en 1999, un jeune garçon sikh qui suivait des cours de natation à la piscine publique de Dollard-des-Ormeaux s'est vu empêcher de porter le kirpan par la direction de la piscine. Le maire céda aux protestations de la communauté sikhe et permit au jeune de terminer son cours en portant le kirpan. 
En septembre 2008, le service de police de Montréal a annoncé qu'un étudiant de 13 ans était accusé d'en avoir menacé un autre avec son kirpan. Il a été acquitté de l'accusation le 15 avril 2009.
En février 2011, l'Assemblée nationale de Québec a voté unanimement pour interdire le port du kirpan dans tous les édifices de parlement.
En novembre 2017, le gouvernement canadien permet désormais le port du kirpan dans un avion, à l’exception des vols en direction des États-Unis. Cette loi soulève une vive polémique dans la population.

## Italie
La cour de cassation italienne décide en mai 2017 d'interdire le kirpan, considéré comme une arme, dans les lieux publics.